# Tako Gatsjetsjiladze
Tamara "Tako" Gatsjetsjiladze (Georgisch: თაკო გაჩეჩილაძე) (Tbilisi, 17 maart 1983) is een Georgisch zangeres.

## Biografie
Gatsjetsjiladze begon haar muzikale carrière in 2008 als zangeres van Stephane & 3G. De band nam dat jaar deel aan de Georgische preselectie voor het Eurovisiesongfestival en eindigde op de vierde plek. Een jaar later nam de groep wederom deel, en won. Het nummer We Don't Wanna Put In verwees echter naar de Russische premier Vladimir Poetin, die verantwoordelijk werd gehouden voor de oorlog om Zuid-Ossetië een half jaar eerder. De EBU eiste dat de titel en tekst van het nummer aangepast zouden worden, hetgeen geweigerd werd door de groep en de Georgische publieke omroep. Hierna trok Georgië zich terug uit het festival. De band werd niet veel later ontbonden. Saillant detail: het Eurovisiesongfestival 2009 vond plaats in Moskou.
Daarna werd het stil rond Gatsjetsjiladze, totdat ze in 2017 wederom aantrad in de Georgische preselectie voor het Eurovisiesongfestival, ditmaal als soloartiest. Met het nummer Keep the faith won ze de preselectie, waardoor ze Georgië mocht vertegenwoordigen op het Eurovisiesongfestival 2017. In Kiev haalde ze de finale echter niet.
Gatsjetsjiladze is getrouwd met de Bulgaarse componist Borislav Milanov, en heeft twee kinderen.
2007: Sopho Chalvasji · 
2008: Diana Goertskaja · 
2010: Sopho Nizjaradze · 
2011: Eldrine · 
2012: Anri Dzjochadze · 
2013: Sopho Gelovani & Nodiko Tatisjvili · 
2014: The Shin & Mariko Ebralidze · 
2015: Nina Sublatti · 
2016: Nika Kocharov & Young Georgian Lolitaz · 
2017: Tako Gatsjetsjiladze · 
2018: Ethno-Jazz Band Iriao · 
2019: Oto Nemsadze · 
2021: Tornike Kipiani · 
2022: Circus Mircus · 
2023: Iru Chetsjanovi · 
2024: Noetsa Boezaladze · 
2025: Mariam Sjengelia
- Gemeinsame Normdatei: 1179789717
- MusicBrainz: 0b9ea1e8-72c0-42ef-b1bd-99b0aecfd33d
- Virtual International Authority File: 1942155226700984490006